# Isole Pattiw
Le Isole Pattiw sono un gruppo di isole appartenenti allo Stato federale di Chuuk, uno degli Stati Federati di Micronesia nelle Isole Caroline.
Sono composte dagli atolli Pollap, Polowat, Houk, Tamatam, Ruo, Fananu.